# Kirschbühl
Der Kirschbühl ist eine 610,2 m ü. NHN hohe, bewaldete Erhebung des Höhenzugs Hahnenkamm, einem Teil des Mittelgebirges Fränkische Alb, im mittelfränkischen Landkreis Weißenburg-Gunzenhausen (Bayern).

## Geographie

### Lage
Der Kirschbühl liegt im Naturpark Altmühltal im Süden des Landkreises Weißenburg-Gunzenhausen und im äußersten Süden des Hahnenkamms bei Freihardt im Norden und Siebeneichhöfe im Südwesten, etwa auf halber Strecke zwischen Möhren und Auernheim; alles Gemeindeteile von Treuchtlingen. Etwas entfernt befinden sich mit Ober- und Unterheumödern im Ostnordosten weitere Gemeindeteile von Treuchtlingen. Etwa 900 m westlich des Gipfels verläuft die Grenze zum schwäbischen Landkreis Donau-Ries mit der dortigen Gemeinde Wolferstadt. Im Südosten breitet sich das Waldgebiet Grottenhof aus.
Östlich des Kirschbühls liegt der Moselstein, im Südwesten der Hausberg, der Kühberg und der Uhlberg. Nördlich fließt die Rohrach.

### Naturschutz
Auf dem Kirschbühl liegen Teile des Landschaftsschutzgebiets Schutzzone im Naturpark Altmühltal (CDDA-Nr. 396115; 1995 ausgewiesen; 1632,9606 km² groß).

### Naturräumliche Zuordnung
Der Kirschbühl gehört in der naturräumlichen Haupteinheitengruppe Fränkische Alb (Nr. 08), in der Haupteinheit Südliche Frankenalb (082) und in der Untereinheit Altmühlalb (082.2) zum Naturraum Hahnenkammalb (082.20).